# Музафер Байрам
Музафер Байрам (на македонска литературна норма: Музафер Бајрам) е политик от Северна Македония, министър без ресор, отговарящ за прилагане на Стратегията за подобряване на състоянието на ромите в Република Северна Македония.

## Биография
Роден е на 22 октомври 1983 г. в Скопие. Завършва Правния факултет на Скопския университет. След това завършва магистратура по гражданско право. Първоначално работи като асистент по проектите на неправителствената организация „ЛИЛ“. Там участва в проекти за интеграция и подобряване на положението на ромите в Република Северна Македония. Работи като доброволец и стажант в различни адвокатски канцеларии. След това започва работа в Секретариата за прокарване на Охридския рамков договор. През 2015 г. започва работа в Министерството на околната среда и пространственото планиране. От 26 декември 2018 г. е министър без ресор, отговарящ за прилагане на Стратегията за подобряване на състоянието на ромите.